# 플로샤디 알렉산드라 넵스코고 I역
플로샤디 알렉산드라 넵스코고 I 역(러시아어: Площадь Александра Невского I)은 러시아 상트페테르부르크 시에 있는 상트페테르부르크 지하철 넵스코 바실레오스트롭스카야 선의 역이다. 1967년 11월 3일에 개통되었다.

## 환승
플로샤디 알렉산드라 넵스코고 I 역에서는 프라보베레즈나야 선의 플로샤디 알렉산드라 넵스코고 II 역으로 환승이 가능하다.

## 사진

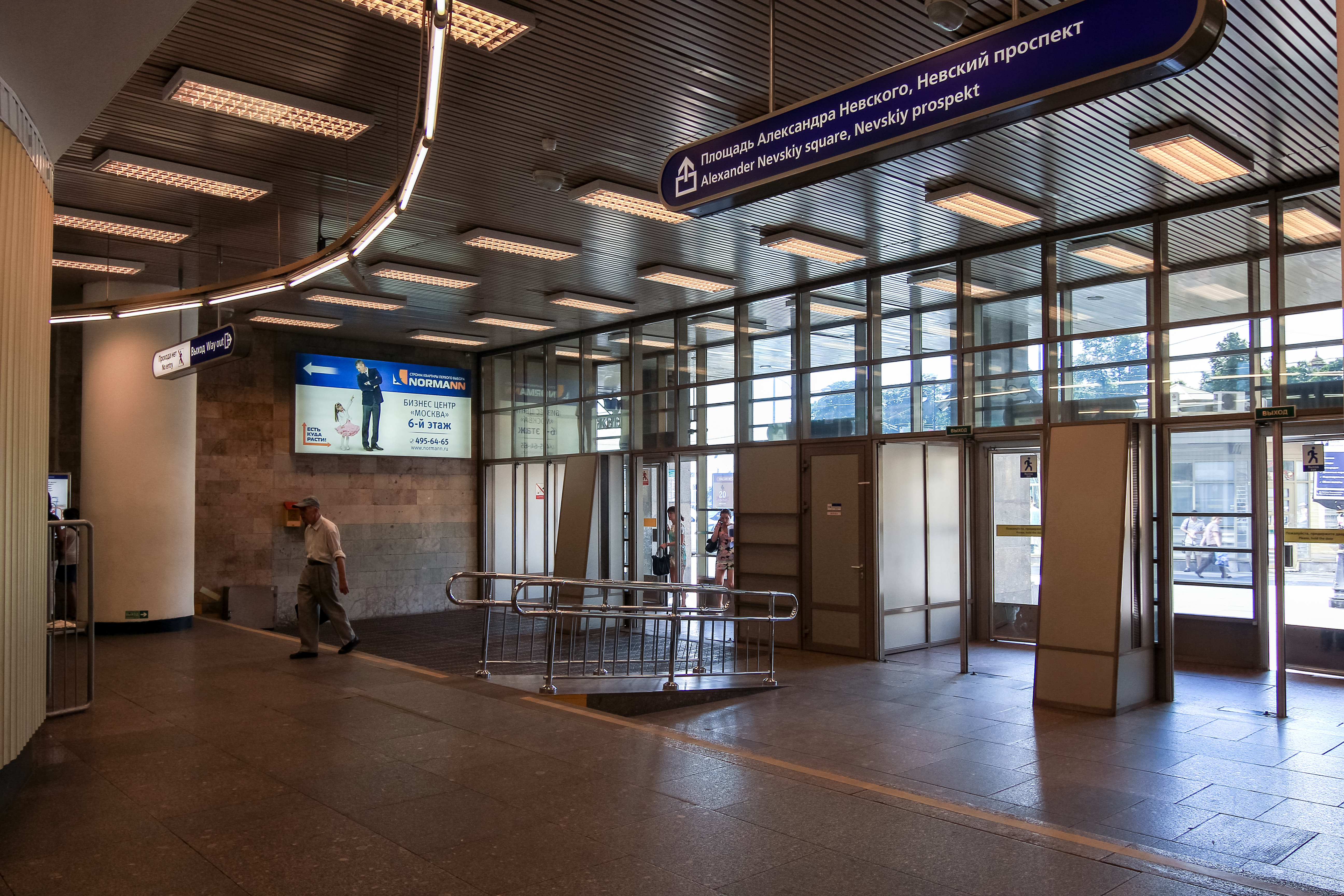
출입구
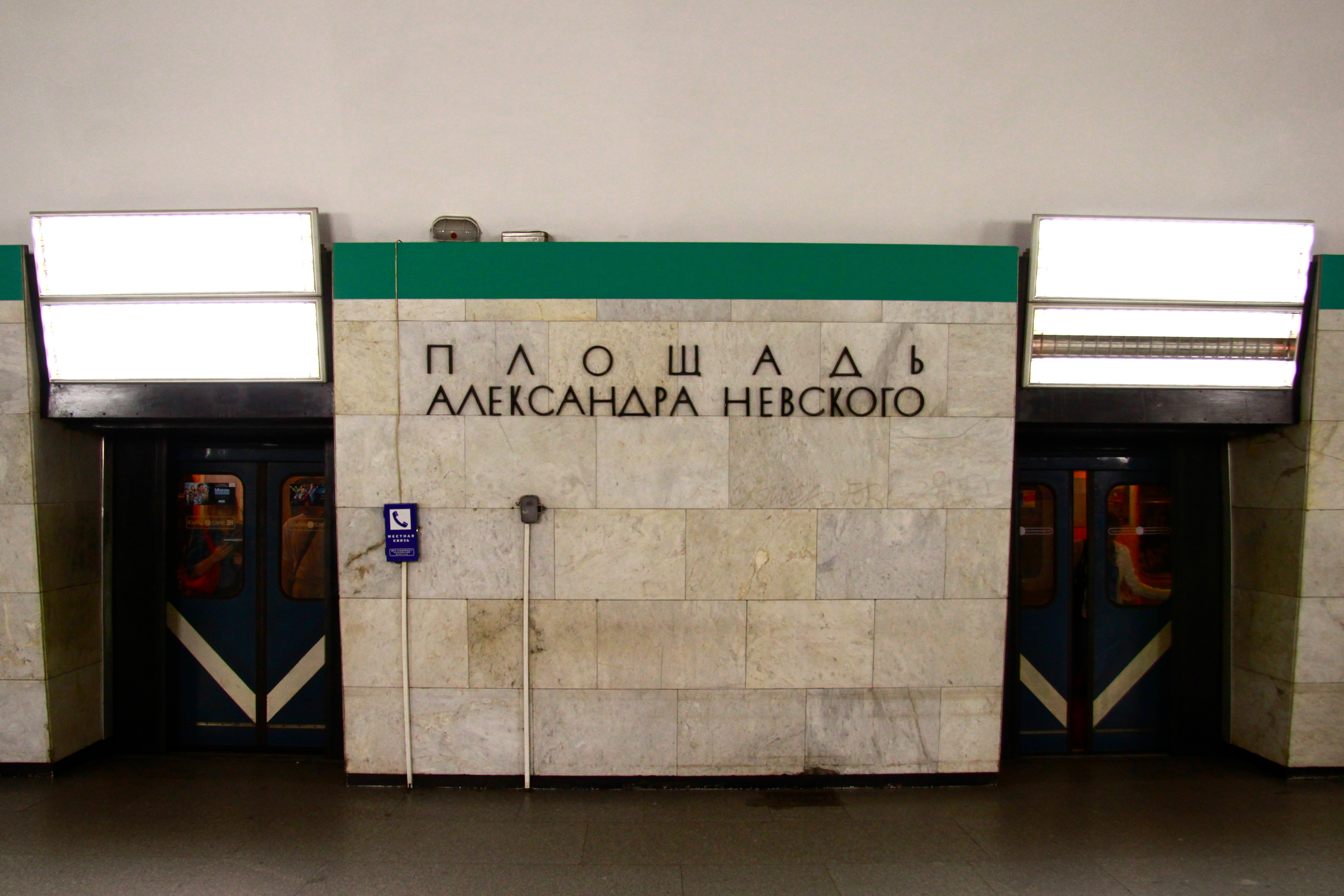
플랫폼 스크린도어